# كارا ديلون
كارا ديلون (بالإنجليزية: Cara Dillon)‏ هي مغنية بريطانية، ولدت في 21 يوليو 1975 في Dungiven ‏ في المملكة المتحدة.

## وصلات خارجية
- الموقع الرسمي
- كارا ديلون على موقع IMDb (الإنجليزية)
- كارا ديلون على موقع ميوزك برينز (الإنجليزية)
- كارا ديلون على موقع أول ميوزيك (الإنجليزية)
- كارا ديلون على موقع ديسكوغز (الإنجليزية)
- كارا ديلون على موقع قاعدة بيانات الفيلم (الإنجليزية)